# AnyDesk
AnyDesk（エニー・デスク）は、AnyDesk SoftwareGmbHによって配布されているプロプライエタリソフトウェアの リモートデスクトップアプリケーションである。このプログラムは、ホストアプリケーションを実行しているパーソナルコンピュータやその他のデバイスへのプラットフォームに依存しないリモートアクセスを提供する。このため、このプログラムはインターネット詐欺師によってインターネットを介して被害者のコンピューターを制御する目的で使用されることがよくある。このプログラムはリモートコントロール、ファイル転送、およびVPN機能を提供する。

## 会社
AnyDesk Software GmbHは2014年にドイツのシュトゥットガルトで設立され、アメリカと中国に子会社を持ち世界中に進出している。
2018年5月、AnyDeskは、EQTベンチャーズが主導するシリーズAラウンドで650万ユーロの資金を確保した。2020年1月の別の投資ラウンドにより、AnyDeskは合計で2,000万ドルを超える資金を調達している。

## ソフトウェア
AnyDeskは、データの送信量を最小限に抑えつつ、ユーザーがより高品質のビデオとサウンドでの通信を体験できるように設計された独自のビデオコーデック「DeskRT」を使用している。
合計プログラムサイズが3メガバイトのAnyDeskは、特に軽量なアプリケーションとして注目されている。

### 機能
利用可能な機能は個々のユーザーのライセンスによって異なり、主に以下の機能がある。
- 複数のプラットフォームへのリモートアクセス(Windows、Linux、macOS、iOS、Android、他)
- ファイルマネージャー
- リモート印刷
- VPN
- 無人アクセス
- ホワイトボード
- 自動検出 (ローカルネットワークの自動分析)
- チャット機能
- REST-API
- カスタムクライアント
- Session protocol
- 2要素認証
- 個々のホストサーバー

## セキュリティ
AnyDeskはTLS 1.2による暗号化プロトコルを使用する。AnyDeskとClient間のすべての接続はAES-256で保護されている。直接ネットワーク接続を確立できる場合、セッションはエンドポイントで暗号化され、そのデータはAnyDeskサーバーを経由しない。またホワイトリストによるアクセス制限が可能である。

## 悪用
AnyDeskはユーザーが選択した場合、完全な管理権限を持った状態でコンピューターやスマートフォンにインストールすることができる。そのため、すべてのリモートデスクトップアプリケーションと同様にインターネット経由でデバイスにリモートでフルアクセスできる可能性があるため、注意して使用する必要がある。

### モバイルアクセス詐欺
2019年2月、インド準備銀行は、AnyDeskを攻撃チャネルとして明示的に言及し、新たなデジタルバンキング詐欺について警告した。一般的な詐欺の手順は次のとおり。詐欺師は通常、合法的な企業のカスタマーサービスを模倣して被害者の携帯電話にGoogle PlayストアからAnyDeskをダウンロードさせる。次に詐欺師は被害者に9桁のアクセスコードを提供し、特定の権限を付与するように説得する。権限が得られると、他のセキュリティ対策が講じられていない場合、詐欺師は通常、インドの統合決済インターフェースを使用して送金する。カシミールサイバー警察によると、2020年にも同様の詐欺が発生している。

### ランサムウェアへのバンドル
2018年5月、日本のサイバーセキュリティ企業であるトレンドマイクロは、サイバー犯罪者が新しいランサムウェアの亜種をAnyDeskとバンドルしていることを発見した。これは、AnyDeskの暗号化ルーチンを利用することによってランサムウェアの真の目的を隠すための回避策であると考えられている。

### テクニカルサポート詐欺
詐欺師はAnyDeskや同様のリモートデスクトップソフトウェアを使用し、テクニカルサポート担当者になりすまして被害者のコンピュータへのフルアクセス権限を取得しようとすることが知られている。被害者は、AnyDeskをダウンロードしてインストールし、攻撃者にアクセス権を提供するように求められる。アクセス権が取得されると攻撃者はコンピューターを制御し、個人ファイルや機密データを操作することができるようになる。
2017年、英国のISPのTalkTalk Groupは、インドを拠点とする犯罪者によるTeamViewerの悪用を防止するために TeamViewerやAnydeskなどの同様のソフトウェアをすべてのネットワークから使用禁止にした。この対応には多くの苦情が寄せられ、各ソフトウェアは詐欺警告を設定した後にブラックリストから削除された。